# Central American and Caribbean Sea and Beach Games 2022/Beachhandball
Der Beachhandball-Wettbewerb bei den Central American and Caribbean Sea and Beach Games 2022 (spanisch Juegos Centroamericanos y del Caribe Mar y Playa) wird die erste Austragung eines Beachhandball-Wettbewerbs im Rahmen der ebenfalls das erste Mal durchgeführten Central American and Caribbean Sea and Beach Games. Der Wettbewerb wird vom 20. bis 23. November auf dem Cancha Balonmano (Handballplatz) der Multizweckarena El Rodadero – Parque Multideportivo 500 Años im Ortsteil Magdalena von Santa Marta, Kolumbien von der Central American and Caribbean Sports Organization (ODECABE) (mittlerweile Centro Caribe Sports) in Verbindung mit den nationalen und regionalen Organisatoren der Wettbewerbe organisiert und durchgeführt.
Pro Geschlecht nehmen sechs Mannschaften teil. Für Südamerika gingen die Gastgeber sowie das über die Süd- und Mittelamerikanischen Beachhandballmeisterschaften 2022 qualifizierte Venezuela in beiden Wettbewerben an den Start. Die Qualifikation für die drei Plätze der karibischen Mannschaften erfolgte über die Nor.Ca. Beach Handball Championships 2022, wo die jeweiligen drei Halbfinalisten, die nicht die USA waren, die Plätze erhielten: bei den Männern Trinidad und Tobago, Puerto Rico und Mexiko, den Frauen ebenfalls Mexiko, die Dominikanische Republik sowie ebenfalls Puerto Rico. Den jeweils letzten Platz erhielten bei den Männern die Dominikanische Republik, die damit als fünfte Nation bei beiden Geschlechtern antritt, sowie Martinique bei den Frauen, die damit ihr internationales Debüt geben werden. Mannschaften aus Zentralamerika sind nicht am Start, kein Land nahm an den Süd- und Mittelamerikanischen Beachhandballmeisterschaften 2022 teil. Überhaupt starteten bislang ohnehin nur Guatemala bei den Frauen und El Salvador bei den Männern, jeweils bei den Juegos Bolivarianos de Playa 2012, aus dieser Region in der Sportart bei internationalen Wettbewerben.
Die Gastgeber aus Venezuela erreichten in beiden Wettbewerben das Finale und gewannen mit ihrer Männermannschaft den Titel. Mexiko konnte mit beiden Mannschaften die Vorrunden gewinnen, verpasste am Ende bei den Männern aber den Gewinn einer Medaille, gewann aber den Titel bei den Frauen.
Der Wettbewerb bei den Central American and Caribbean Sea and Beach Games schloss das internationale Turnierjahr im Beachhandball 2022 ab.
| Frauen Details | Santa Marta, Kolumbien | Mexiko    | 2:0 | Venezuela | Kolumbien           | 2:0 | Dominikanische Republik |
| Männer Details | Santa Marta, Kolumbien | Venezuela | 2:0 | Kolumbien | Trinidad und Tobago | 2:0 | Mexiko                  |

## Platzierungen der Mannschaften
| Nation                  | Frauen | Männer |
| ----------------------- | ------ | ------ |
| Dominikanische Republik | 04     | 05     |
| Kolumbien               | 03     | 02     |
| Martinique              | 06     | 0–     |
| Mexiko                  | 01     | 04     |
| Puerto Rico             | 05     | 06     |
| Trinidad und Tobago     | 0–     | 03     |
| Venezuela               | 02     | 01     |
| Teilnehmerzahl          | 6      | 6      |

| Legende | Legende | Legende | Legende              |
| ------- | ------- | ------- | -------------------- |
| 1       | 2       | 3       | Podest-Platzierungen |
| 4       | 4       | 4       | Halbfinalist         |

## Offizielle
Schiedsrichter
| - Juan C. Salamanca - Héctor Orjuela | - Josué Resendiz - Amadeo Ruíz | - Pedro Ortega - Miguel Á. Aular | - Kitsa Escobar - Nathalys Ceballos |

IHF-Delegierte
| - Christian Anuar - Angela Ceballos | - Gilver Guarecuco - Dayna Milete | - Fernando Posada |